# Signoretia unimaculata
Signoretia unimaculata är en insektsart som beskrevs av Rauno E. Linnavuori 1978. Signoretia unimaculata ingår i släktet Signoretia och familjen dvärgstritar. Inga underarter finns listade i Catalogue of Life.